# Imanol Erviti
Imanol Erviti Ollo, né le 15 novembre 1983 à Pampelune, est un coureur cycliste espagnol, professionnel de 2005 à 2023, ayant effectué toute sa carrière au sein de l'équipe Movistar. Il joue la plupart du temps un rôle d'équipier au sein de son équipe et a remporté deux étapes sur le Tour d'Espagne. Après sa carrière de coureur, il devient directeur sportif.

## Carrière
Imanol Erviti ambitionne de devenir coureur cycliste professionnel après avoir vu dans sa jeunesse les performances de Miguel Indurain, natif de Navarre comme lui. Il devient professionnel en 2005 au sein de l'équipe Illes Balears. 
En 2008, il obtient sa première victoire professionnelle en gagnant la 18e étape du Tour d'Espagne. 
L'année suivante, il est équipier du vainqueur de la Vuelta, Alejandro Valverde. Il est à nouveau vainqueur d'étape lors du Tour d'Espagne 2010.
Imanol Erviti doit abandonner le Tour de France 2012 à l'issue de la 6e étape en raison d'une chute qui lui entraîne une blessure à une jambe devant être opérée.
À l'issue de la saison 2013, le contrat qui le lie à Movistar est prolongé de deux ans.
Initialement présélectionné pour les championnats du monde 2014, il est retenu pour la course en ligne.
Erviti est sélectionné pour la course en ligne des championnats du monde 2015 de Richmond. Les deux chefs de file espagnols sont Alejandro Valverde et Joaquim Rodríguez. En fin de saison il prolonge son contrat avec la formation Movistar.
En 2016, lors du Tour des Flandres, il se glisse dans l'échappée matinale et parvient à s'accrocher aux favoris pour décrocher la septième place. Ce résultat est une première sur cette course pour l'équipe Movistar. Il devient le deuxième coureur espagnol à rentrer dans le top 10 de la course, après Juan Antonio Flecha, troisième en 2008. Une semaine plus tard, il récidive lors de Paris-Roubaix, où il est membre de l'échappée principale. Repris, il prend la neuvième place. Erviti ainsi qu'Alejandro Valverde, Joaquim Rodríguez, Jonathan Castroviejo et Ion Izagirre constituent la sélection espagnole pour la course en ligne des Jeux olympiques. Au mois de septembre il prolonge le contrat qui le lie à la formation Movistar.
Au cours de l'année 2017, il est présélectionné pour participer aux championnats d'Europe de cyclisme sur route.
Sélectionné pour le Tour de France 2022, Erviti est testé positif au SARS-CoV-2 avant le départ de la dix-huitième étape et est contraint à l'abandon. En octobre, Movistar annonce l'extension du contrat d'Erviti jusqu'en fin d'année 2023. Il arrête sa carrière de coureur à l'issue de cette saison.
En 2024, Erviti devient directeur sportif et intègre l'encadrement de la formation Ineos Grenadiers.

## Palmarès et classements mondiaux

### Palmarès amateur
- 2001
  - Tour de Pampelune
- 2002
  - 3e du San Martín Saria
- 2003
  - Tour du Haut-Béarn :
    - Classement général
    - 1re étape

  - 2e du Laukizko Udala Saria
- 2004
  - 2e étape du Tour de Valladolid
  - 6e étape du Tour de Navarre
  - 3e de la Prueba Loinaz

### Palmarès professionnel
| - 2007 - 1re étape du Tour méditerranéen (contre-la-montre par équipes) - 1re étape du Tour de Catalogne (contre-la-montre par équipes) - 2008 - 18e étape du Tour d'Espagne - 2009 - 2e étape du Tour méditerranéen (contre-la-montre par équipes) - 2010 - 10e étape du Tour d'Espagne | - 2011 - Tour de La Rioja - 2012 - 1re étape du Tour d'Espagne (contre-la-montre par équipes) - 2014 - 1re étape du Tour d'Espagne (contre-la-montre par équipes) - 2016 - 7e du Tour des Flandres - 9e de Paris-Roubaix |  |

### Résultats sur les grands tours

#### Tour de France
13 participations
- 2010 : 77e
- 2011 : 88e
- 2012 : non-partant (7e étape)
- 2013 : 118e
- 2014 : 81e
- 2015 : 115e
- 2016 : 108e
- 2017 : 92e
- 2018 : 77e
- 2019 : 99e
- 2020 : 74e
- 2021 : 67e
- 2022 : non-partant (18e étape)

#### Tour d'Italie
1 participation
- 2006 : 81e

#### Tour d'Espagne
15 participations
- 2007 : 62e
- 2008 : 99e, vainqueur de la 18e étape
- 2009 : 100e
- 2010 : 78e, vainqueur de la 10e étape
- 2011 : 126e
- 2012 : 132e, vainqueur de la 1re étape (contre-la-montre par équipes)
- 2013 : 102e
- 2014 : 63e, vainqueur de la 1re étape (contre-la-montre par équipes)
- 2015 : 100e
- 2016 : 84e
- 2018 : 92e
- 2019 : 64e
- 2020 : 47e
- 2021 : 66e
- 2023 : 78e

### Classements mondiaux
| Année                                 | 2007 | 2008 | 2009 | 2010 | 2011 | 2012 | 2013 | 2014 | 2015 | 2016  | 2017  | 2018  | 2019  | 2020  | 2021 | 2022  | 2023  |
| ------------------------------------- | ---- | ---- | ---- | ---- | ---- | ---- | ---- | ---- | ---- | ----- | ----- | ----- | ----- | ----- | ---- | ----- | ----- |
| UCI ProTour                           | 171e | nc   |      |      |      |      |      |      |      |       |       |       |       |       |      |       |       |
| Calendrier mondial                    |      |      | nc   | 139e |      |      |      |      |      |       |       |       |       |       |      |       |       |
| UCI World Tour                        |      |      |      |      | nc   | nc   | nc   | 181e | nc   | 95e   | 297e  | 282e  |       |       |      |       |       |
| Classement mondial                    |      |      |      |      |      |      |      |      |      | 259e  | 1047e | 1017e | 1671e | 1032e | 652e | 1970e | 2360e |
| UCI Europe Tour                       |      |      |      |      |      |      |      |      |      | 1575e | 1190e | 1889e | 1107e | 801e  | 521e | 1262e | nc    |
| UCI Asia Tour                         |      |      |      |      |      |      |      |      |      | 385e  | nc    | nc    |       |       |      |       |       |
|                                       |      |      |      |      |      |      |      |      |      |       |       |       |       |       |      |       |       |
| Légende : nc = non classéSource : UCI |      |      |      |      |      |      |      |      |      |       |       |       |       |       |      |       |       |